# قاب ساز
قاب‌ساز (به زبان انگلیسی: framer )"یا قاب بند"کسی است که قاب میسازد ( یا به آن را میبندد و شکل می‌دهد). مواد و مصالح مورد استفاده برای  قاب سازی معمولاً چوب، چوب مهندسی شده یا فولاد سازه ای هستند.

## صنعت ساختمان
در ساخت و ساز ساختمان یک قاب ساز  یا قاب بند درواقع همان نجار است که عناصر اصلی سازه ای یک ساختمان با اسکلت چوبی به نام قاب را مونتاژ می کند، که به این کار قاب بندی چوبی میگویند.

## هنر
قاب ساز شخصی است که برای آثار هنری و عکس ها قاب عکس می سازد.
1. ↑  "Framer". def. 1. and "Frame, v." def. 5 and 7. Oxford English Dictionary Second Edition on CD-ROM (v. 4.0) © Oxford University Press 2009